# Liste der Baudenkmale in Heidenau (Nordheide)
In der Liste der Baudenkmale in Heidenau (Nordheide) sind die Baudenkmale der niedersächsischen Gemeinde Heidenau (Nordheide) im Landkreis Harburg aufgelistet. Der Stand der Liste ist der 28. November 2020. Die Quelle der  Baudenkmale ist der Denkmalatlas Niedersachsen.

## Heidenau (Nordheide)

### Gruppe baulicher Anlagen
| Lage                                              | Bezeichnung | Beschreibung | ID       | Bild |
| ------------------------------------------------- | ----------- | ------------ | -------- | ---- |
| Everstorfer Straße 19 53° 18′ 48″ N, 9° 38′ 37″ O | Hofanlage   |              | 26969263 | BW   |

### Einzelobjekte
| Lage                                                     | Bezeichnung               | Beschreibung   | ID       | Bild |
| -------------------------------------------------------- | ------------------------- | -------------- | -------- | ---- |
| Everstorfer Straße 53° 18′ 55″ N, 9° 38′ 37″ O           | Kriegerdenkmal            | Kriegerdenkmal | 26951761 |      |
| Everstorfer Straße 7 53° 18′ 58″ N, 9° 38′ 37″ O         | Backofen                  |                | 26951778 | BW   |
| Everstorfer Straße 9 53° 18′ 54″ N, 9° 38′ 37″ O         | Feldsteinmauer            |                | 26951797 | BW   |
| Everstorfer Straße 19 53° 18′ 48″ N, 9° 38′ 37″ O        | Wohn-/ Wirtschaftsgebäude |                | 26951586 | BW   |
| Everstorfer Straße 19 53° 18′ 48″ N, 9° 38′ 37″ O        | Scheune                   |                | 26951601 | BW   |
| Hauptstraße 1 a-e 53° 18′ 51″ N, 9° 39′ 30″ O            | Feldsteinmauer            |                | 26951811 | BW   |
| Hauptstraße 2 - 4 53° 18′ 51″ N, 9° 39′ 26″ O            | Feldsteinmauer            |                | 26951825 | BW   |
| Hauptstraße 26 53° 18′ 56″ N, 9° 38′ 54″ O               | Bauernhaus                |                | 26951704 | BW   |
| Hauptstraße 41 53° 19′ 5″ N, 9° 38′ 35″ O                | Bauernhaus                |                | 26951689 | BW   |
| Hollenstedter Straße 4 53° 18′ 55″ N, 9° 39′ 40″ O       | Feldsteinmauer            |                | 26951881 | BW   |
| Hollenstedter Straße 5 A 53° 18′ 56″ N, 9° 39′ 39″ O     | Häuslingshaus             |                | 26951674 | BW   |
| Hollenstedter Straße 6 53° 18′ 58″ N, 9° 39′ 41″ O       | Feldsteinmauer            |                | 26951895 | BW   |
| Hollenstedter Straße 33 / 35 53° 18′ 59″ N, 9° 39′ 43″ O | Feldsteinmauer            |                | 26951909 | BW   |
| Hollenstedter Straße 39 / 41 53° 19′ 1″ N, 9° 39′ 47″ O  | Feldsteinmauer            |                | 26951923 | BW   |
| Hollenstedter Straße 43 / 45 53° 19′ 2″ N, 9° 39′ 49″ O  | Feldsteinmauer            |                | 26951853 | BW   |
| Krähenhoop 53° 20′ 10″ N, 9° 40′ 40″ O                   | Kopfsteinpflasterstraße   | Straße         | 39599855 |      |
| Vaerloh 2 53° 16′ 41″ N, 9° 36′ 44″ O                    | Bauernhaus                |                | 26951631 | BW   |